# Tomoa Narasaki
Tomoa Narasaki (japonsky 楢崎 智亜, * 22. června 1996 Ucunomija, prefektura Točigi) je japonský reprezentant ve sportovním lezení a olympionik. Mistr světa, vítěz světového poháru a vicemistr Asie v boulderingu, juniorský mistr a vicemistr Asie v boulderingu a v lezení na obtížnost. Zároveň se jedná o jednu z nejvlivnějších osob moderního lezení na rychlost, s pomocí své techniky pojmenované "Narasaki skip", nastolil nový Japonský rekord 5,73s.
Lezení se věnuje také jeho mladší bratr Meiči Narasaki (* 1999), juniorský mistr světa a Asie.

## Výkony a ocenění
- 2011: juniorský vicemistr Asie
- 2015: juniorský mistr Asie
- 2016: vítěz světového poháru
- 2016: na Mistrovství světa získal pro Japonsko první i první zlatou medaili v boulderingu a nominoval se na X. Světové hry 2017 v polské Vratislavi, kde skončil 5.
- 2017: vítěz světového poháru v kombinaci a stříbro v boulderingu
- 2018: druhé místo na světovém poháru v boulderingu a v kombinaci, bronz na Asijských hrách v kombinaci
- 2019: mistr světa v boulderingu a kombinaci, vítěz světového poháru v boulderingu
- 2021: účast na LOH 2020 v Tokiu, finále

### Závodní výsledky
| Světové hry | Světové hry |
| Rok         | 2017        |
| ----------- | ----------- |
| Bouldering  | 5           |

| Mistrovství světa | Mistrovství světa | Mistrovství světa | Mistrovství světa |
| Rok               | 2016              | 2018              | 2019              |
| ----------------- | ----------------- | ----------------- | ----------------- |
| Obtížnost         | —                 | 13                | 4                 |
| Rychloost         | —                 | 21                | 22                |
| Bouldering        | 1                 | 7                 | 1                 |
| Kombinace         | —                 | 5                 | 1                 |

| Světový pohár      | Světový pohár | Světový pohár | Světový pohár     | Světový pohár | Světový pohár   | Světový pohár   | Světový pohár     | Světový pohár |
| Rok                | 2012          | 2013          | 2014              | 2015          | 2016            | 2017            | 2018              | 2019          |
| ------------------ | ------------- | ------------- | ----------------- | ------------- | --------------- | --------------- | ----------------- | ------------- |
| Obtížnost          | 0             | 15            | —                 | —             | —               | 15              | 16                |               |
| jednotlivě         | ,31,          | ,24,23,33,    | —                 | —             | —               | ,25,,           | ,11,12,,          |               |
|                    |               |               |                   |               |                 |                 |                   |               |
| Rychlost           | —             | —             | —                 | —             | —               | 84              | 0                 |               |
| jednotlivě         | —             | —             | —                 | —             | —               | ,30,            | ,31,64, 42,33,54, |               |
|                    |               |               |                   |               |                 |                 |                   |               |
| Bouldering         | —             | —             | 26                | 30            | 1               | 2               | 2                 | 1             |
| jednotlivě (3/9/1) | —             | —             | 5,-, 21,-, 19,-,- | -,16, 15,-, - | , · , · 15,(18) | ,6, · 9,, · ,21 | 9,, · ,11, · ,    | ,,,,,         |
|                    |               |               |                   |               |                 |                 |                   |               |
| Kombinace          | —             | —             | —                 | —             | —               | 1               | 2                 |               |

* poznámka: nalevo jsou poslední závody v roce
| Asijské hry | Asijské hry |
| Rok         | 2018        |
| ----------- | ----------- |
| obtížnost   | (2)         |
| rychlost    | (4)         |
| Bouldering  | (2)         |
| Kombinace   | 3           |

| Mistrovství Asie | Mistrovství Asie | Mistrovství Asie | Mistrovství Asie |
| Rok              | 2015             | 2016             | 2017             |
| ---------------- | ---------------- | ---------------- | ---------------- |
| Obtížnost        | —                | —                | 26               |
| Rychlost         | 28               | —                | 19               |
| Bouldering       | 4                | 2                | 4                |

| Mistrovství Asie juniorů | Mistrovství Asie juniorů | Mistrovství Asie juniorů |
| Rok                      | 2011 kat B               | 2015 junioři             |
| ------------------------ | ------------------------ | ------------------------ |
| Obtížnost                | 2                        | —                        |
| Rychlost                 | —                        | 3                        |
| Bouldering               | —                        | 1                        |